# Crockernwell
Crockernwell – wieś w Anglii, w Devon. Crockernwell jest wspomniana w Domesday Book (1086) jako Crochewelle/Crochewella.